# La Cruz del Padre Razo
La Cruz del Padre Razo är en ort i Mexiko.   Den ligger i kommunen Dolores Hidalgo och delstaten Guanajuato, i den centrala delen av landet, 270 km nordväst om huvudstaden Mexico City. La Cruz del Padre Razo ligger 1 929 meter över havet och antalet invånare är 922.
Terrängen runt La Cruz del Padre Razo är huvudsakligen platt, men åt sydväst är den kuperad. Runt La Cruz del Padre Razo är det ganska tätbefolkat, med 93 invånare per kvadratkilometer. Närmaste större samhälle är Dolores Hidalgo, 3,3 km söder om La Cruz del Padre Razo. Trakten runt La Cruz del Padre Razo består till största delen av jordbruksmark.